# Вінценц Морстадт

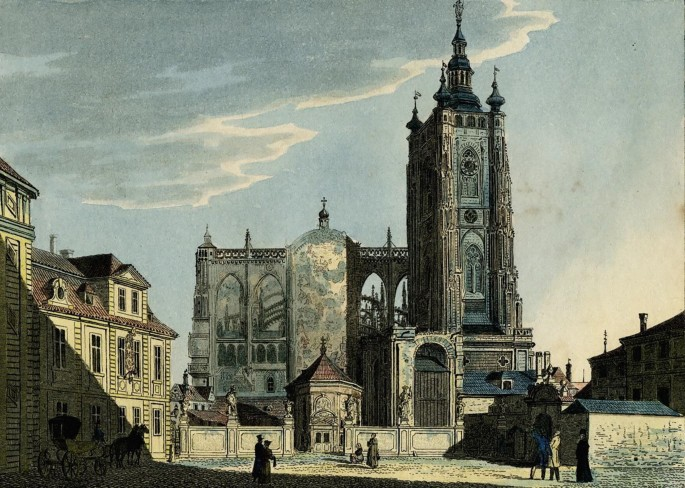
Кафедральний собор св. Віта у Празі. 1825 р.

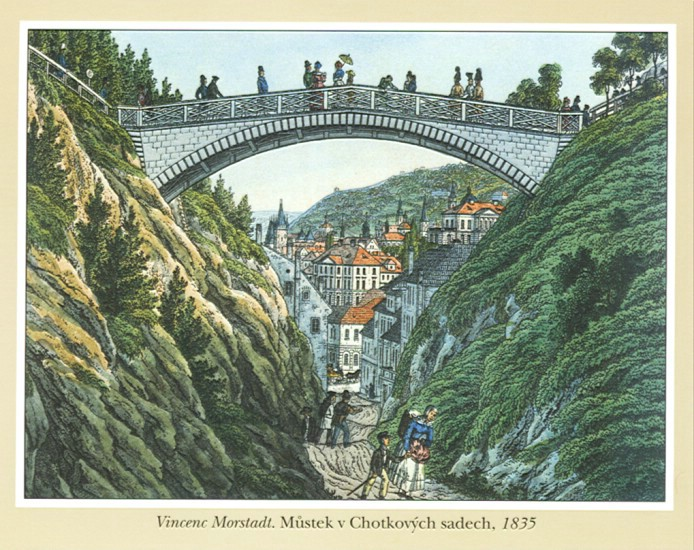
Місток у Чоткових садах. 1835 р.

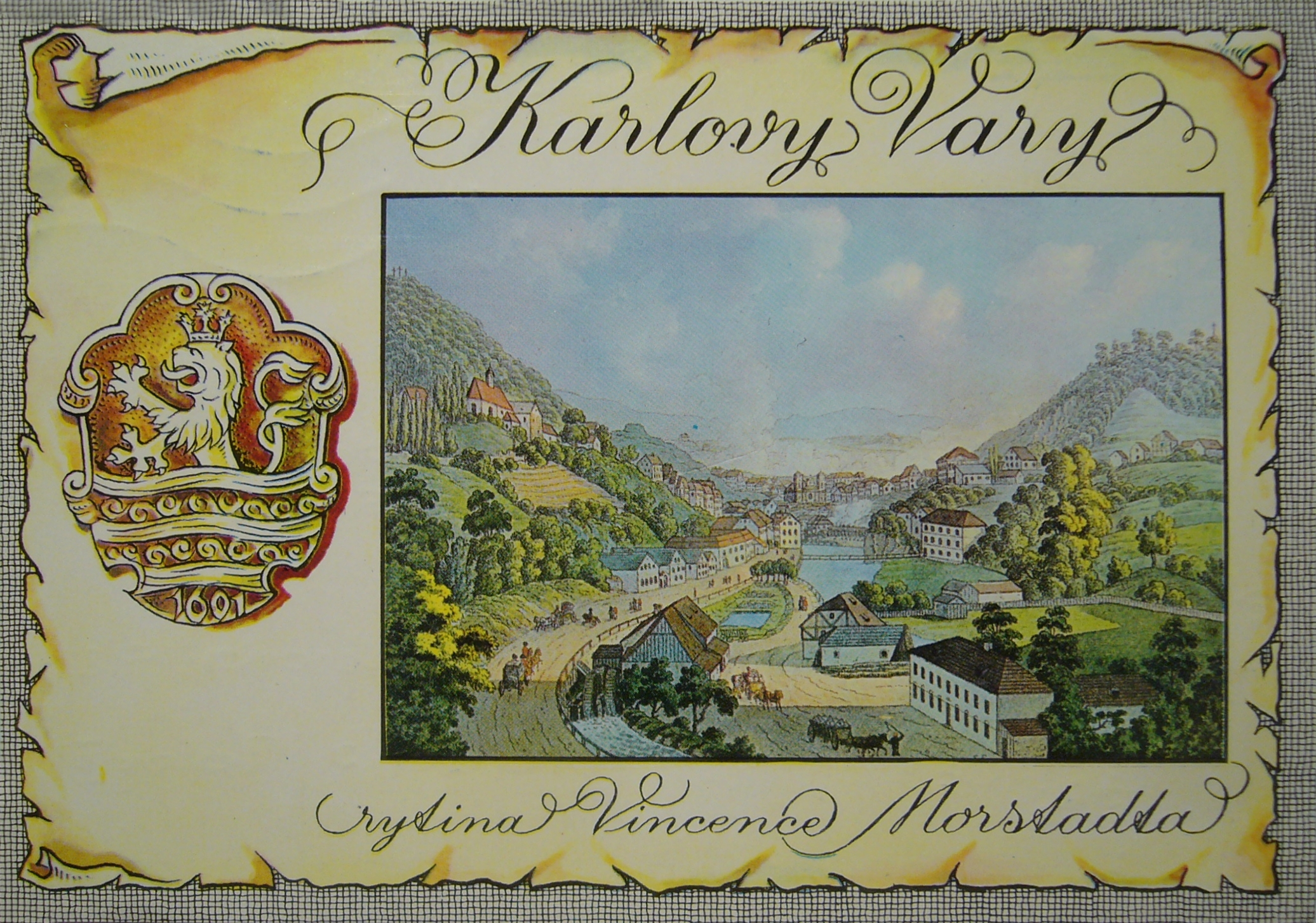
Художня листівка з краєвидом Карлсбада. 1836 р.

Вінценц Морстадт (чеськ. Vincenc Morstadt ; 17 квітня 1802 , Колин — 19 лютого 1875 , Прага
) — Чесько-австрійський художник- пейзажист, графік.

## Біографія
У 11-річному віці з сім'єю переїхав до Праги, де навчався у піаристів, а потім закінчив юридичний факультет Карлового університету . Після цього працював у судовій системі Богемії (1834—1850).

## Творчість
З юних років проявляв талант до малювання. Уже в сімнадцять років його перші роботи, серед яких були малюнки та пейзажі Праги, були опубліковані в журналі Hyllos. Він навчався у Карела Постла. Починаючи з 1867 року, повністю віддався своєму покликанню — живопису.
Протягом півстоліття спостерігав та зображував своє улюблене місто у всіх його перетвореннях. У роботі використовував телескоп для відображення об'єктів та ландшафту у всіх його дрібних подробицях та деталях.
Прославився як автор серії ідилічних міських пейзажів з краєвидами Праги, Карлсбада та інших мальовничих місць Чехії першої половини ХІХ століття .
Багато картин художника вийшли у вигляді кольорових літографій та художніх листівок. Видав кілька мистецьких альбомів із краєвидами Богемії.